# Алісія фон Ріттберґ
Алісія Гелена Валері Ґрафін фон Ріттберґ (нім. Alicia Helena Valerie Gräfin von Rittberg; нар. 10 грудня 1993, Мюнхен, Німеччина) — німецька акторка. Після численних ролей у німецьких фільмах і телесеріалах, вона привернула увагу за межами Німеччини своєю роллю Емми у фільмі «Лють» 2014 року. Ріттберг зіграла головну роль Іди Ленз в німецькому телесеріалі «Charité», за яку отримала премію «Бамбі» у 2017 році.

## Біографія
Алісія фон Ріттберґ народилася у родині аристократів в Мюнхені де і виросла разом з трьома братами. Вивчала корпоративний менеджмент та економіку в Університеті Зеппеліна у Фрідріхсгафені, де згодом отримала ступінь бакалавра.

## Кар'єра
Свою кінокар'єру Алісія почала у 2000 році, будучи школяркою з невеликих ролей у серіалах.
За головну роль прийомної дитини у фільмі «І всі мовчали» 2012 року телеканалу «ZDF» отримала нагороду «Молода акторка» на «Баварській телевізійній премії» у 2013 році.
У 2014 році вона знялася в ролі Емми разом з Бредом Піттом, Логаном Лерманом і Шайєю Лабафом в американському воєному фільмі «Лють» режисера Девіда Ейєра. Згодом з'явилась у шпигунському трилері «Такий самий зрадник, як і ми» 2016 року. Зіграла головну роль Іди Ленз у німецькому телесеріалі «Charité», за яку отримала нагороду «Бамбі» 2017 року в категорії «Німецька акторка». 2022 року зіграла роль молодої Єлизавети I в історичній драмі Становлення Єлизавети.

## Фільмографія
| Рік       |   | Українська назва             | Оригінальна назва                       | Роль               |
| --------- | - | ---------------------------- | --------------------------------------- | ------------------ |
| 2006      | с |                              | Der Alte                                | Жасмін Карнап      |
| 2007      | ф |                              | Die Lawine                              | Джил Вестерман     |
| 2008      | ф |                              | Die Sache mit dem Glück                 | Міріам Хейтман     |
| 2008—2010 | с |                              | Meine wunderbare Familie                | Лілі Сандер        |
| 2009      | ф |                              | Romy                                    | 14 річна Ромі      |
| 2010      | ф |                              | Das Geheimnis der Wale                  | Шарлота Вальдман   |
| 2011      | ф |                              | Hindenburg                              | Ґізела Кернер      |
| 2011      | ф |                              | Die Verführerin Adele Spitzeder         | Тереза Едерер      |
| 2011      | ф |                              | Eine ganz heiße Nummer                  | Тіна Бранднер      |
| 2012      | ф | Барбара                      | Barbara                                 | Енджі              |
| 2012      | ф |                              | Und alle haben geschwiegen              | молода Луїза       |
| 2013      | ф |                              | Alles für meine Tochter                 | Клара Лібнер       |
| 2014      | ф |                              | Unterwegs mit Elsa                      | Клара Новак        |
| 2014      | ф | Повитуха                     | Die Hebamme                             | Лотта Зайлер       |
| 2014      | ф |                              | Die reichen Leichen. Ein Starnbergkrimi | Сісі               |
| 2014      | ф | Лють                         | Fury                                    | Емма               |
| 2015      | ф |                              | Das Romeo-Prinzip                       | Аннелі             |
| 2016      | ф | Повитуха 2                   | Die Hebamme II                          | Лотта Зайлер       |
| 2016      | ф | Такий самий зрадник, як і ми | Our Kind of Traitor                     | Наташа             |
| 2017      | с |                              | Charité                                 | Іда Ленз           |
| 2017      | с | Геній                        | Genius                                  | Анна Вінтелер      |
| 2017      | ф |                              | Jugend ohne Gott                        | Надеш              |
| 2018      | ф | Повітряна куля               | Ballon                                  | Петра Ветцель      |
| 2019      | ф |                              | Lotte am Bauhaus                        | Лотта Брендель     |
| 2019      | ф |                              | Rate Your Date                          | Тереза             |
| 2020      | ф | Опір                         | Resistance – Widerstand                 | Реґіна             |
| 2020      | ф |                              | Hello Again – Ein Tag für immer         | Зазі               |
| 2022      | ф |                              | Leave                                   | Хантер Уайт        |
| 2022      | с | Становлення Елізабет         | Becoming Elizabeth                      | молода Єлизавета I |